# .bg
bg. دامنه اینترنتی کشور بلغارستان است.